# Gnathorhynchus lobatus
Gnathorhynchus lobatus är en plattmaskart som först beskrevs av Meixner, och fick sitt nu gällande namn av Ax 1952. Gnathorhynchus lobatus ingår i släktet Gnathorhynchus och familjen Gnathorhynchidae. Inga underarter finns listade i Catalogue of Life.